# Dislexia Severa
Dislexia Severa, nombre artístico de Nelson Viveros (Carmen del Paraná, 1992), es una drag queen y activista por los derechos de las personas LGBT paraguaya.

## Biografía
Viveros nació en 1992 en la ciudad de Carmen del Paraná, donde vivió junto a sus padres y un hermano. Realizó estudios superiores en Tecnología de alimentos, pero su vocación era el arte y la moda, particularmente la femenina.
Con 20 años de edad salió del armario como persona homosexual. A su vez creó el personaje de Dislexia Severa para desarrollar y expresar su faceta artística. En 2017, en Asunción, realizó su debut artístico en el arte drag, que conjuga con la música, la actuación y el baile.
Compagina su faceta drag con el oficio de vestuarista en un canal televisivo.
En 2020 participó, junto a otras drags nacionales como Menta Green (Aldo Calabrese), Maldad Drag (Manu Portillo), Sanita Umda (Augusto Santiviago) y Envidia Metenés (Omar Mareco), en el Drag Fashion Show en la Alianza Francesa de Asunción. En el evento las artistas lucieron vestidos de los diseñadores Carlos Burro, Ismenia Rodríguez, Ofelia Otello, Maximiliano Galeano y Andrés Báez.
En 2021 fue la Dj principal en el Hard Rock Café Asunción en una fiesta celebrada por el día del orgullo LGBT.
En 2023 fue protagonista del cortometraje documental Meeting Dislexia Severa, dirigido por el actor Gerardo Báez. La película obtuvo el premio a Mejor Obra Nacional en el 18º Festival de Cine LesBiGayTrans.